# .zw
.zw為辛巴威國家及地區頂級域（ccTLD）的域名。虽然当前IANA的域名注册列表上没有列出任何“.zw”网站，但当前“.co.zw”的域名全部由津巴布韦网络运营商协会负责。该组织自称成立的一个原因就是要管理“.zw”域名。

## 外部連結
- IANA .zw whois information（页面存档备份，存于）

1. ↑  何弘主编. . 西安：西安出版社. 2000-07: 201–202. ISBN 7-80594-644-2.
2. ↑  （德）赫伯特·蒂尔曼（Herbert Tillmann）编；梁瑛等译. . 北京：中国广播电视出版社. 2002: 440–442. ISBN 7-5043-3793-5.
3. ↑  刘丕娥主编. . 哈尔滨：哈尔滨工业大学出版社. 2010: 342–345. ISBN 978-7-5603-3056-3.